# Румен Славов
Румен Славов е бивш български футболист, защитник. Роден е на 8 септември 1971 г. в Добрич. Играл е за Добруджа, Албена'97 (Оброчище), Орловец. В А група има 183 мача и 16 гола. Има 6 мача за младежкия национален отбор и 1 мач за А националния отбор. Прекратява състезателната си кариера през 2009 г.
Брат му Стефан Славов също е една от легендите на ПФК Добруджа. Двамата са избрани в разширения състав на идеалния отбор на Добруджа от 1990 до 2010 година.

## Статистика по сезони
- Добруджа – 1990/91 – Б група, 3 мача/0 гола
- Добруджа – 1991/92 – А група, 14/1
- Добруджа – 1992/93 – А група, 17/1
- Добруджа – 1993/94 – А група, 19/2
- Добруджа – 1994/95 – А група, 21/2
- Добруджа – 1995/96 – А група, 24/2
- Добруджа – 1996/97 – А група, 25/3
- Добруджа – 1997/98 – А група, 23/2
- Добруджа – 1998/99 – А група, 21/1
- Добруджа – 1999/00 – А група, 19/2
- Добруджа – 2000/01 – Б група, 14/1
- Албена'97 – 2001/02 – В група, 24/2
- Албена'97 – 2002/03 – В група, 25/3
- Албена'97 – 2003/04 – В група, 20/2
- Албена'97 – 2004/05 – В група, 23/2